# Goldweber
Der Goldweber (Ploceus subaureus) zählt innerhalb der Familie der Webervögel (Ploceidae) zur Gattung der Ammerweber (Ploceus).
Der lateinische Artzusatz kommt von lateinisch sub ‚unten‘ und lateinisch aureus ‚golden‘.
Der Vogel kommt in Ostafrika und Südostafrika vor, in Kenia, Malawi, Südafrika und Tansania.
Das Verbreitungsgebiet umfasst Ebenen an der Küste, Flusstäler und Überflutungsflächen, hauptsächlich innerhalb von 50 km landeinwärts bis 1800 m Höhe.

## Merkmale
Die Art ist 15 cm groß, das Männchen wiegt zwischen 30 und 39, das Weibchen zwischen 22 und 31 g. Das Männchen hat im Brutkleid Gelb auf Stirn, Scheitel, Wangen und Ohrdecken, die Oberseite ist grünlichgelb. Es ähnelt dem Palmenweber (Ploceus bojeri), ist aber matter orange am Kopf, die Iris ist blass rot und nicht dunkel. Im Schlichtkleid ist der Kopf eher olivfarben. Das Weibchen ist im Brutkleid ähnlich dem Weibchen des Palmenwebers, hat aber rötliche Augen. Im Schlichtkleid ist es wie Jungvögel breit gestreift auf der Oberseite mit gelber Brust und weißer Unterseite.

## Geografische Variation
Es werden folgende Unterarten anerkannt:
- P. s. aureoflavus A. Smith, 1839 – Südosten Kenias, Küste Tansanias einschließlich Sansibar, Ostmalawi und Norden Mosambiks
- P. s. subaureus A. Smith, 1839, Nominatform – Mosambik südlich der Küste entlang bis in den äußersten Osten Eswatinis und Südosten Südafrikas

## Stimme
Der Gesang des Männchens wird als langgezogen, rollend mit kurzen „tsip tsip...“ Tönen am Anfang, kanarienvogelähnlich endend beschrieben.

## Lebensweise
Die Nahrung besteht hauptsächlich aus Samen, aber auch Insekten wie Termiten.
Die Brutzeit liegt zwischen Oktober und Februar in Malawi, zwischen September und Februar in Südafrika.
Goldweber sind vermutlich polygyn und brüten in Kolonien.

## Gefährdungssituation
Der Bestand gilt als nicht gefährdet (Least Concern).